# بطولة تونس للكرة الطائرة للرجال 1958-1959
بطولة تونس للكرة الطائرة للرجال 1958-1959 هو الموسم رقم 4 من بطولة تونس للكرة الطائرة للرجال.

فاز بهذا الموسم النجم الرياضي بحلق الوادي.

## روابط خارجية
- الموقع الرسمي للجامعة التونسية للكرة الطائرة.